# Pandanus tectorius
Espèce
- Pandanus tectorius Parkinson ex Zucc.[2], 1774

Classification phylogénétique

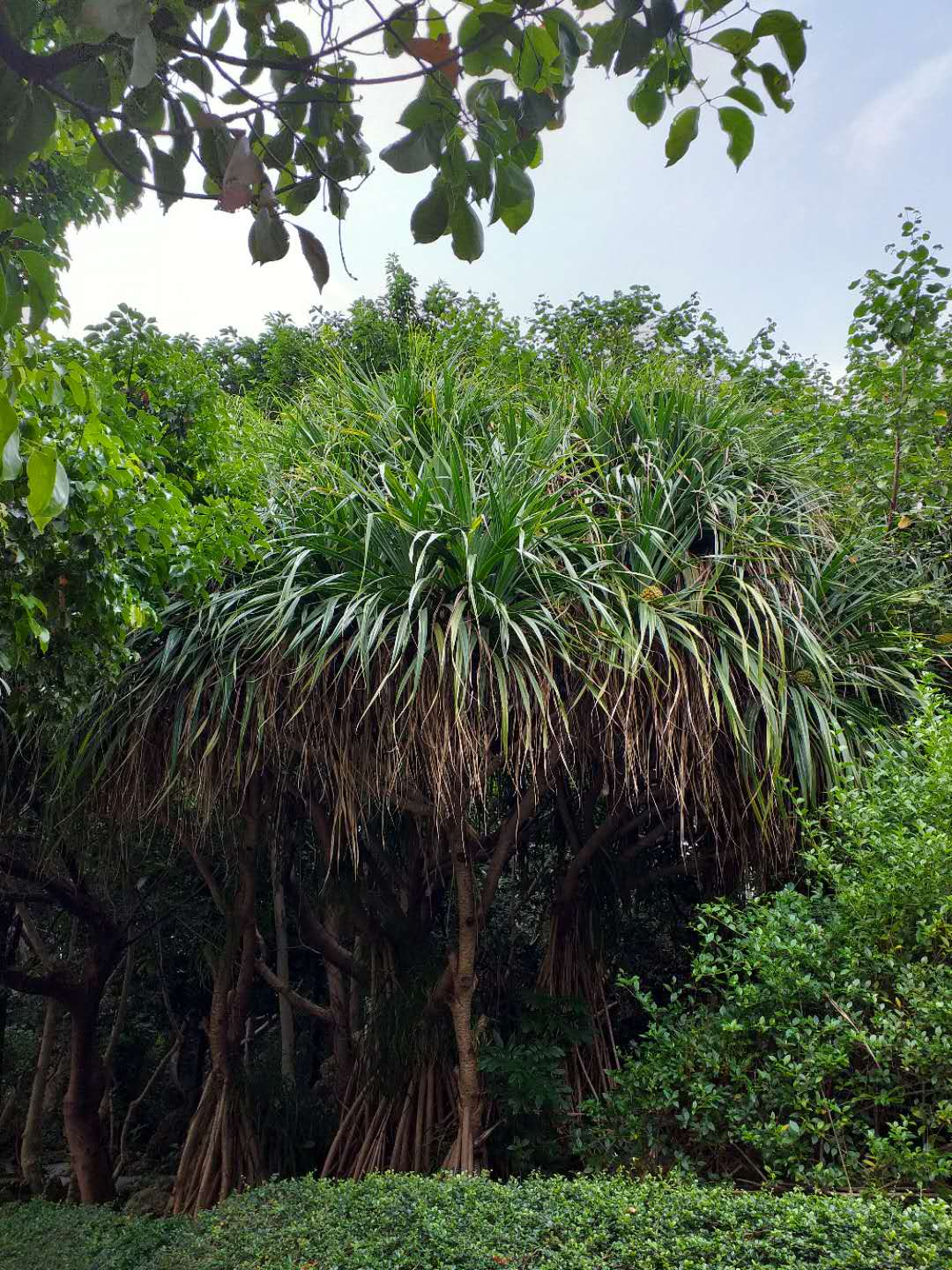
Habitude de croissance.

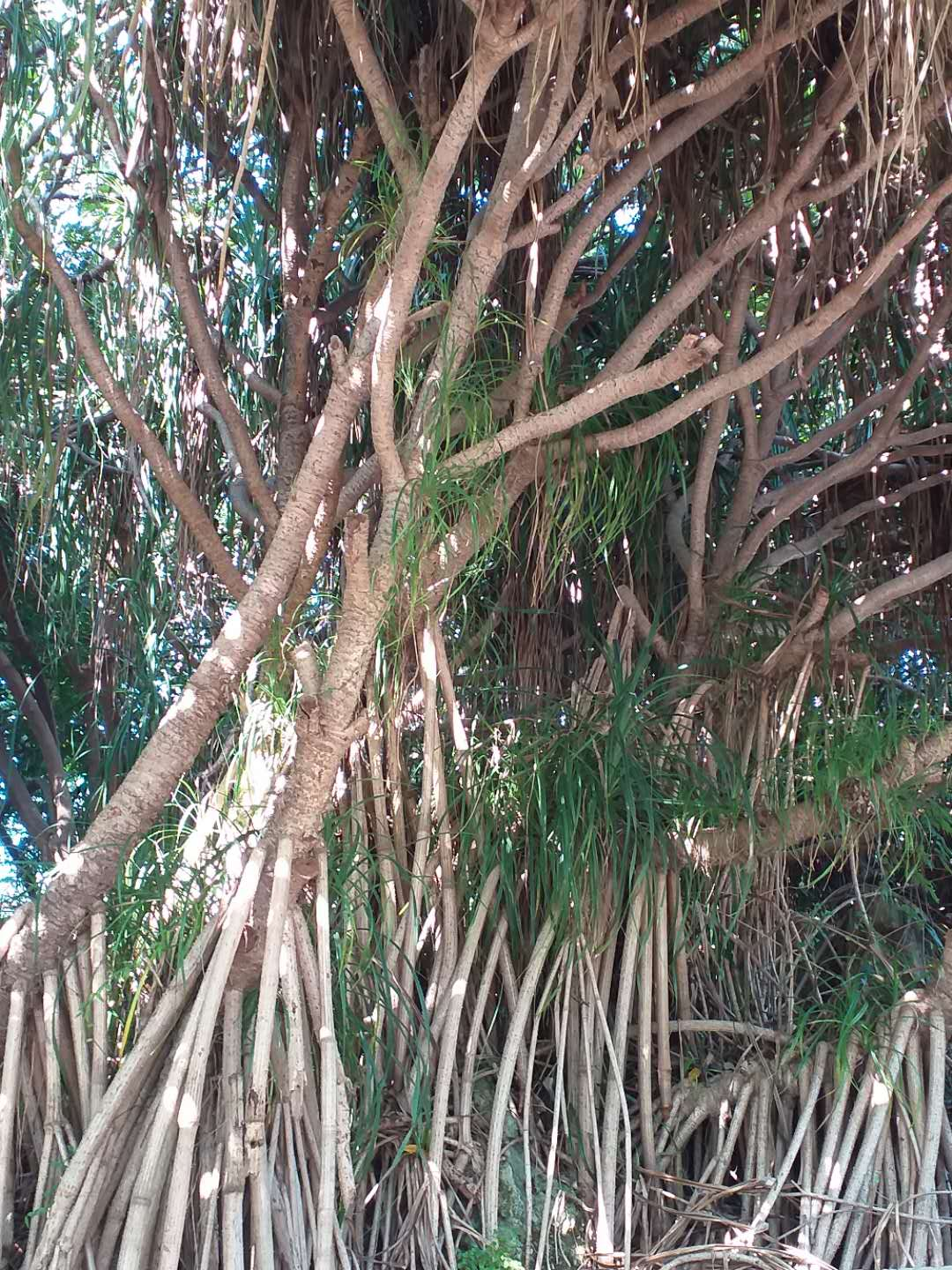
Racines aériennes très développées.

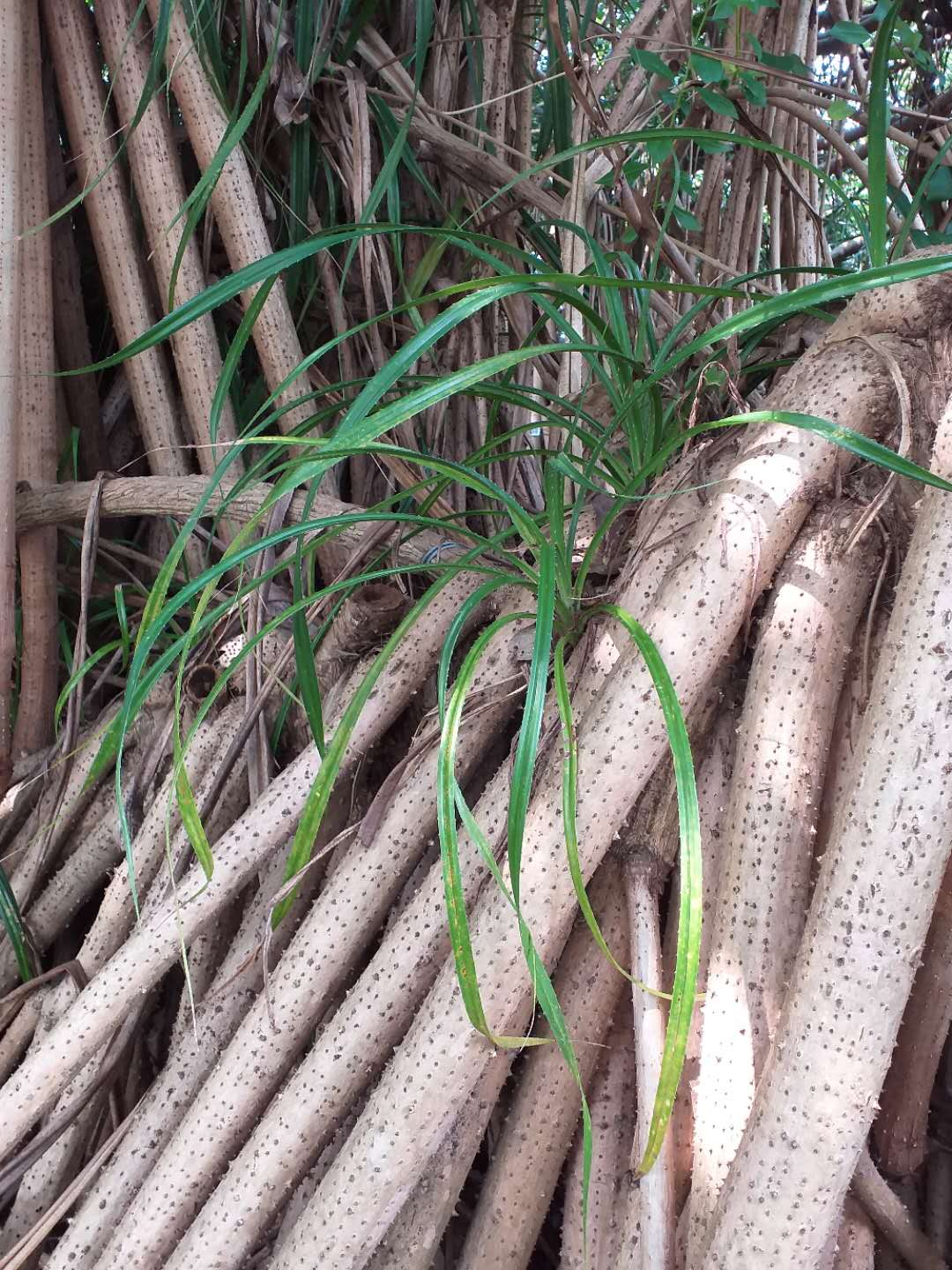
Nouvelles feuilles et les épines sur les racines aériennes.

Pandanus tectorius une espèce de plantes à fleurs du genre Pandanus et de la famille des Pandanaceae, que l'on trouve dans le nord du Queensland en Australie, l'Est de Indonésie et des îles de l'océan Pacifique à Hawaï ainsi qu’à l’île Maurice dans l’océan Indien. Son aire d'origine n'est pas connue du fait de l'utilisation agricole extensive. Ce Pandanus est probablement une culture primitive océanienne et a ainsi été introduit dans les nombreux endroits isolés de l'Océan pacifique où on le rencontre actuellement.
Appelé Pandanus du bord de mer en Nouvelle-Calédonie, à cause de sa localisation proche du littoral.

## Description

### Aspect général
C'est un arbuste d'environ 6 m. Comme les autres Pandanus, il est supporté par ses racines aériennes qui ancrent fermement l'arbre dans le sol.

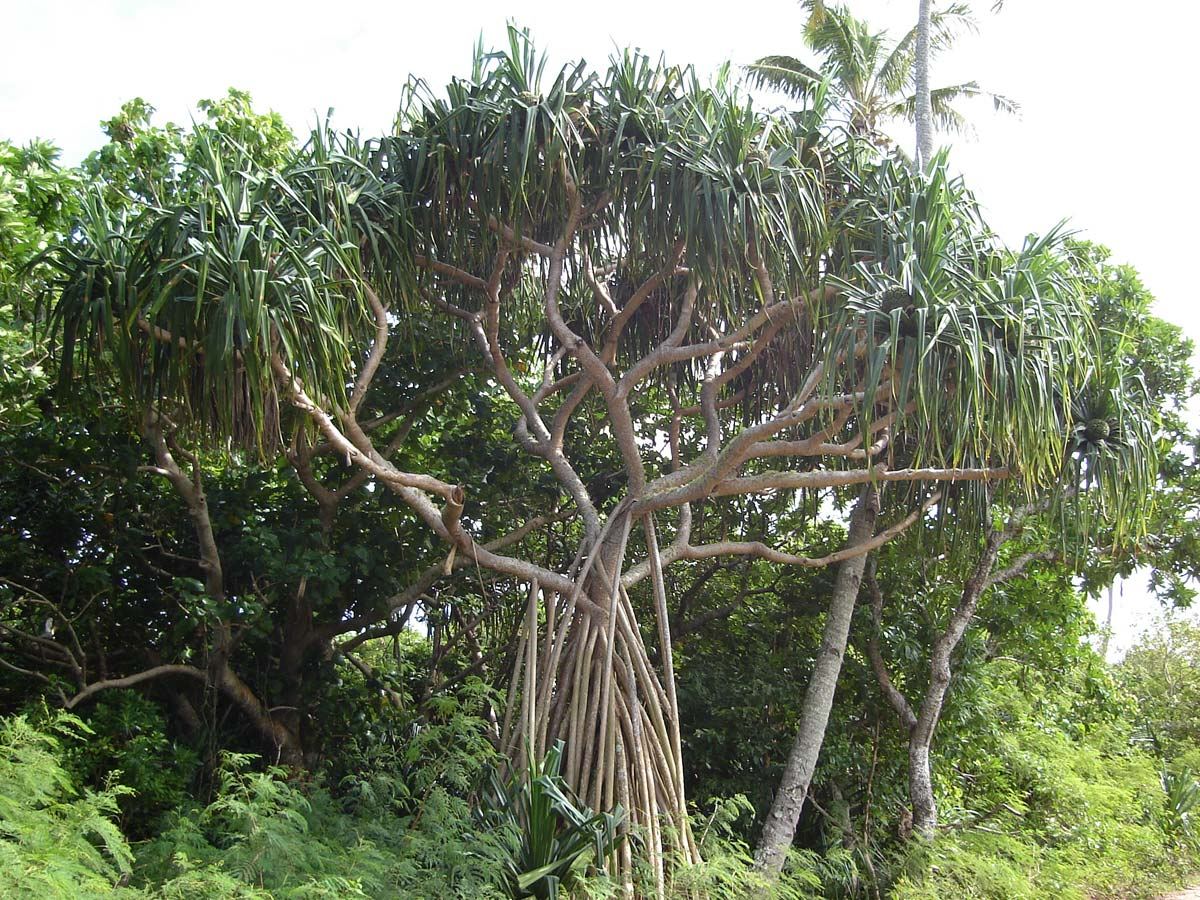
Pandanus tectorius avec ses racines aériennes, branches et feuilles, Archipels des Tonga

### Feuilles
Ses feuilles sont en général de 90-150 cm de long et 5-7 cm de large.
On en extrait l'essence de pandan en les broyant dans de l’eau, avant de les filtrer. Cet extrait, d’une couleur vert vif, est parfois surnommé « vanille asiatique », parce que sa saveur se rapproche de celle de l’amande et de la vanille.

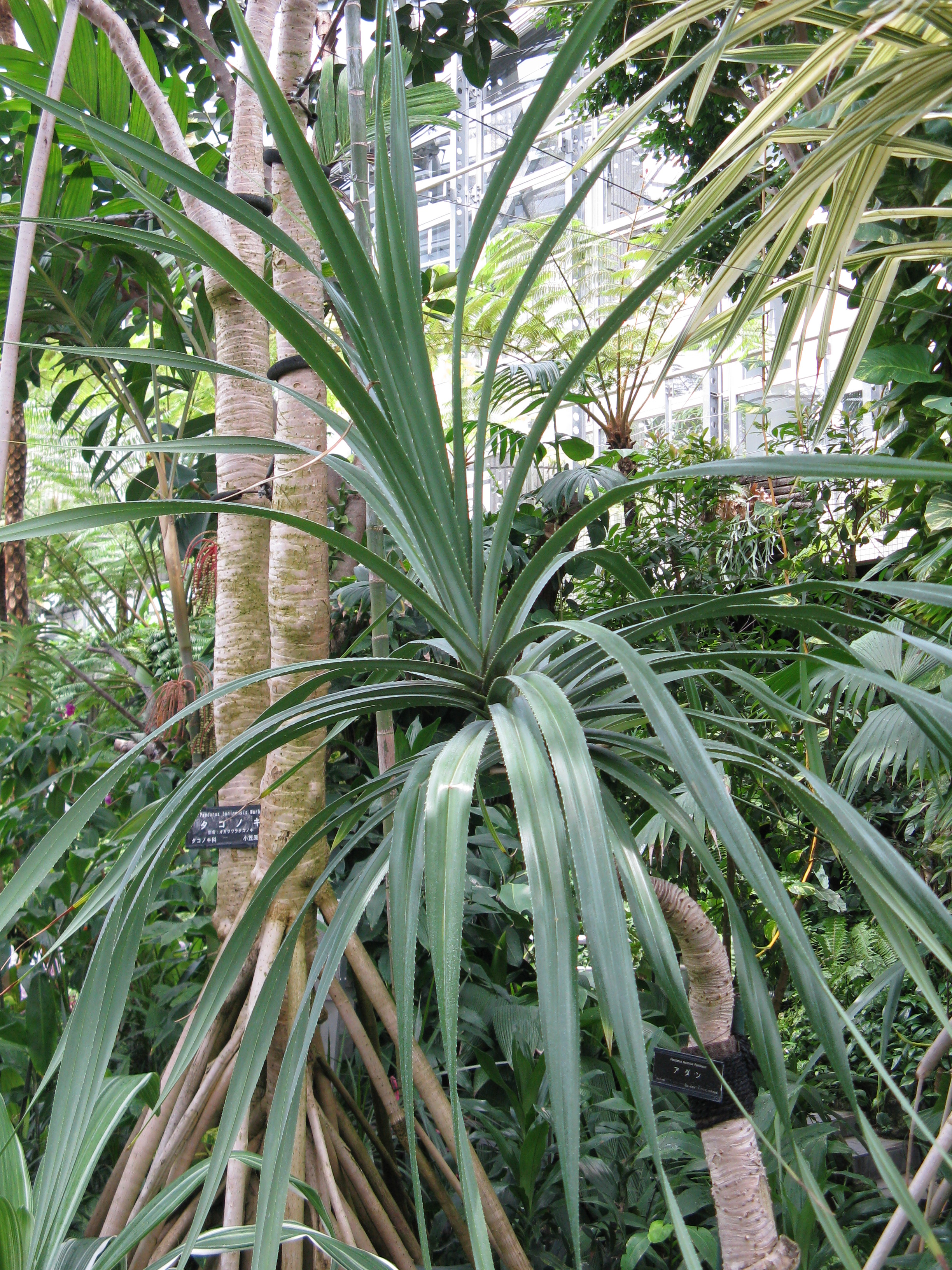
Feuilles

### Fleurs

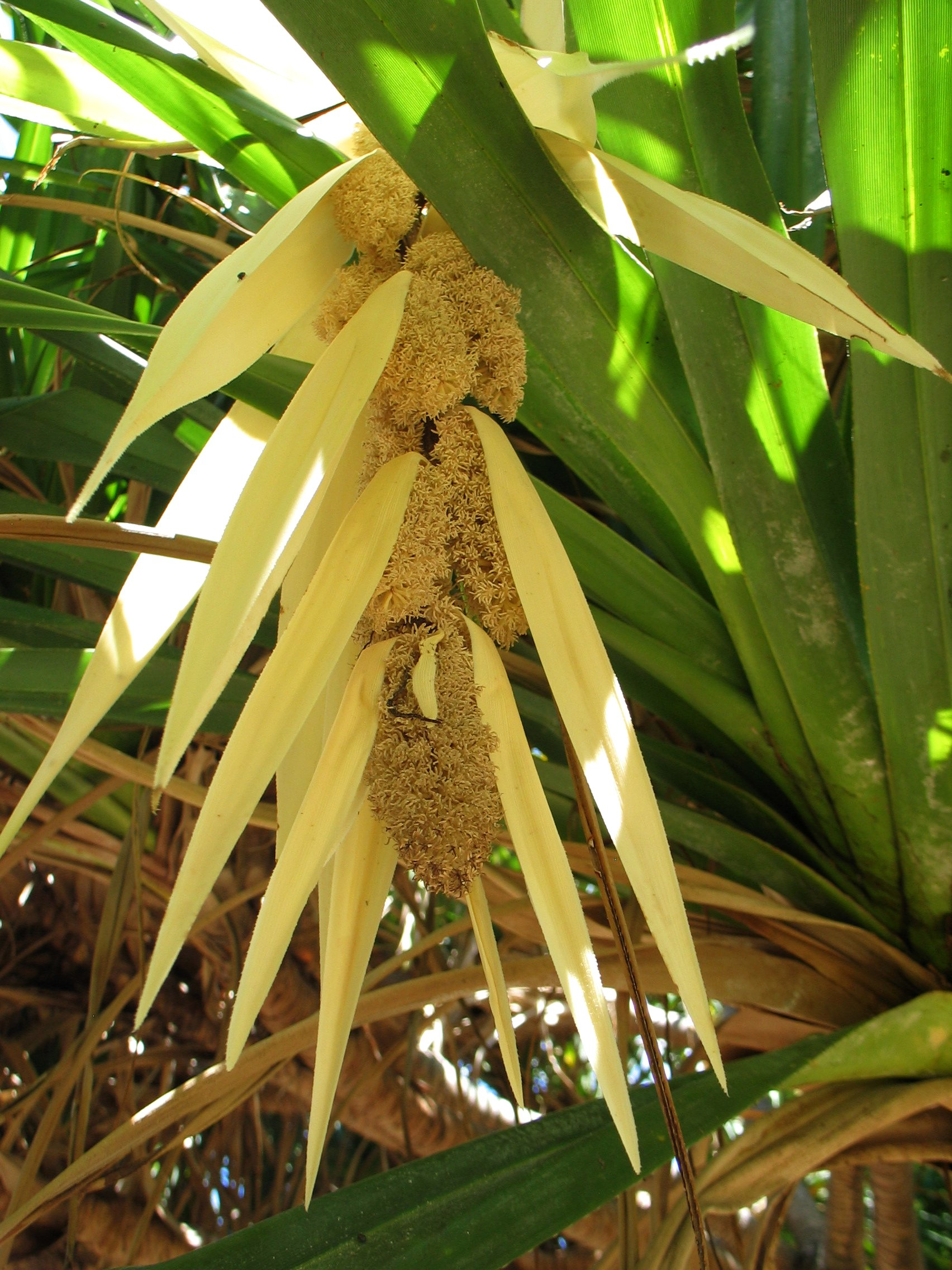
Grappe de fleurs mâles

Ses fleurs apparaissent surtout en été. Elles sont en forme d'épis pendants entourés de bractées blanches.

### Fruits
Les fruits font environ 20 cm de diamètre. Ce sont des syncarpes, c'est-à-dire qu'ils sont constitués de plusieurs carpelles qui se détachent quand le fruit est mûr. Chaque carpelle mesure de 6 à 7 cm de long et de 3 à 4 cm de large et il contient une graine. 

La partie renflée d'un capelle est formée de cavités qui permettent la dispersion de ces derniers par flottaison. 

Fruit  composé de carpelles
Fruit vert.
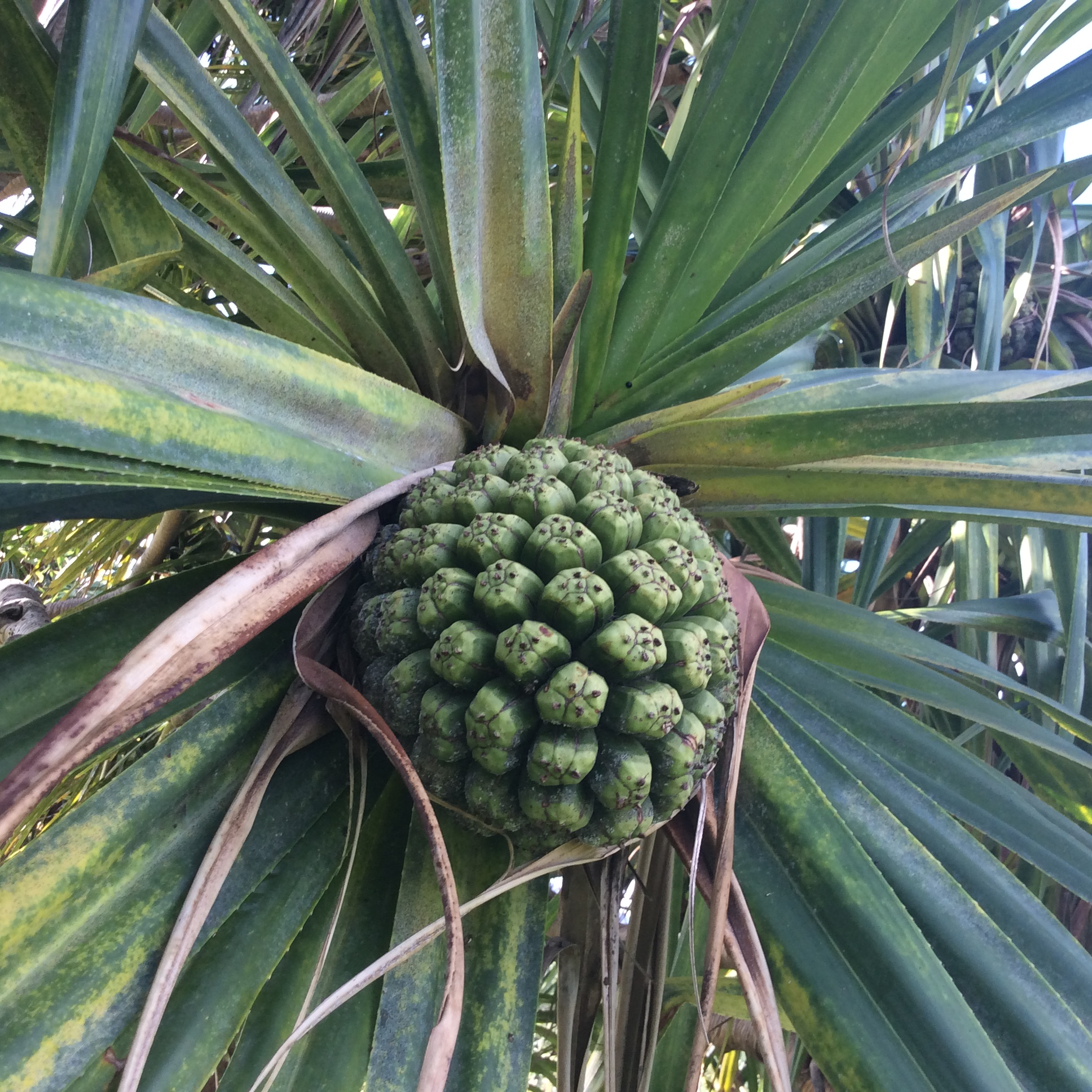
Fruit vert.
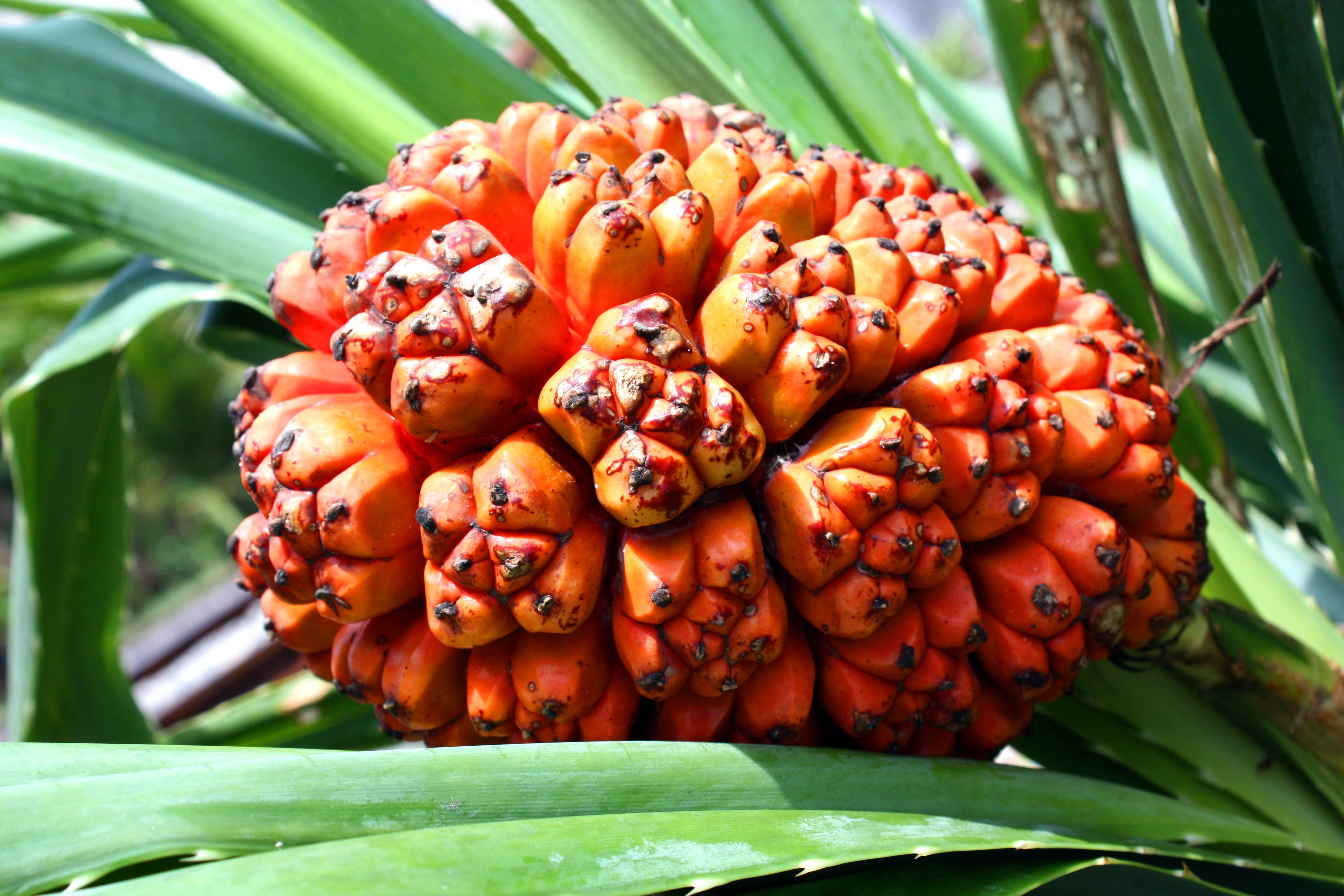
Fruit mûr.

## Utilisation
Le fruit peut être mangé cuit ou cru, de même que les amandes, les jeunes feuilles et les extrémités des racines aériennes. Les feuilles sont utilisées pour parfumer des plats comme la confiture de kaya. C'est une nourriture majeure en Micronésie, particulièrement dans les atolls.
La nature fibreuse des fruits en fait un fil dentaire naturel.
Traditionnellement, les feuilles ont un usage médical. Auparavant, elles servaient aussi à fabriquer des vêtements et des toitures pour les maisons traditionnelles de Polynésie. Aux Antilles, en particulier en Martinique, les feuilles sont tressées puis cousues pour fabriquer des chapeaux bakoua.